# Pokémon rojo fuego y Pokémon verde hoja
Pokémon Edición Rojo Fuego y Edición Verde Hoja (en inglés: Pokémon Fire Red Version & Leaf Green Version), conocidos en Japón como Pocket Monsters Fire Red & Leaf Green (ポケットモンスター ファイアレッド & リーフグリーン  Poketto Monsutā Faiareddo & Rīfugurīn?), son dos videojuegos lanzados para la consola portátil Game Boy Advance de Nintendo en octubre de 2004, siendo remakes de los videojuegos Pokémon Rojo y Azul, lanzados en 1996. Son considerados como parte de la tercera generación de la saga de videojuegos de Pokémon, junto con Pokémon Rubí, Zafiro y Esmeralda.
Al igual que en otros juegos de la saga, el jugador controla al protagonista (Red/Hoja) desde una perspectiva aérea y recorre la región ficticia de Kanto para dominar las batallas Pokémon. El objetivo principal del juego es convertirse en el campeón de Kanto al derrotar a los cuatro mejores entrenadores Pokémon de la región, la Élite Four/Alto Mando. Otro objetivo es completar la Pokédex, una enciclopedia que se encuentra dentro del juego, mediante la obtención de las 151 especies Pokémon disponibles. Nuevas adiciones respecto a las versiones originales incluyen una nueva región por explorar, un menú de ayuda contextual y la capacidad de escoger el sexo del protagonista, además de gráficos y sonido mejorados haciendo uso de las capacidades de la Game Boy Advance.

## Jugabilidad del juego
Al igual que con todos los juegos de rol de Pokémon lanzados para consolas portátiles, Rojo Fuego y Verde Hoja se encuentran en tercera persona. La pantalla principal es un mundo virtual en la que el jugador desplaza al protagonista. Posee una interfaz de menús a la que el jugador puede acceder para configurar sus Pokémon, organizar sus objetos, revisar la Pokédex, ver su Ficha de Entrenador, guardar la partida y cambiar las opciones. Cuando el jugador se encuentra con un Pokémon salvaje o es desafiado por un entrenador, la pantalla cambia a una pantalla de combate basada en turnos que muestra el Pokémon del jugador y el Pokémon retador. Durante la batalla, el jugador puede seleccionar un movimiento que su Pokémon realizará, usar un objeto, cambiar su Pokémon activo, o tratar de huir. Todos los Pokémon poseen unos puntos de vida (HP), cuando el HP de un Pokémon se reduce a cero, se desmaya y no puede seguir la batalla hasta que sea sanado. Una vez que un enemigo Pokémon se desmaya, todos los Pokémon de los jugadores que participan en la batalla reciben una cierta cantidad de puntos de experiencia (EXP). Después de acumular suficiente EXP, un Pokémon puede subir de nivel, la mayoría de los Pokémon evolucionan hacia una nueva especie de Pokémon cuando llegan a un cierto nivel y con esto, aumentan sus estadísticas: ataque, defensa, ataque especial, defensa especial, velocidad, precisión y HP; también pueden aprender un nuevo movimiento.
La captura Pokémon es otro elemento esencial del juego. Durante la batalla con un Pokémon salvaje, el jugador puede lanzar una Poké Ball. Si el Pokémon es capturado con éxito, estará bajo la titularidad del jugador. Hay diversos factores que influyen en la tasa de éxito de la captura, como el HP del objetivo Pokémon y el tipo de la Poké Ball utilizada, cuanto menor sea la vida (% de HP) del objetivo y el tipo de la Poké Bola sea más fuerte, mayor es la tasa de éxito de la captura. Rojo Fuego y Verde Hoja Aunque son remakes de rojo y verde, contienen mejoras de usabilidad como una función tutorial que permite a los jugadores buscar datos en cualquier momento del juego. Además, al continuar una partida guardada, se muestran las últimas cuatro acciones que llevan a cabo, lo que les permite recordar a los jugadores lo que estaban haciendo.

## Características y novedades
Entre las novedades están el mapa, el cual ha sido extendido con 9 islas totalmente nuevas, en las cuales habrá que cumplir diversas misiones y vencer a varios rivales.  Las apariencias de muchos Pokémon han cambiado (el llamado 'sprite') y se incluyen los Tutores de Movimientos, que pueden enseñar a los Pokémon equipados ciertos ataques (pero solo una vez posible cada uno). Además de un tutor que enseña tres nuevos y muy poderosos ataques básicos: Planta Feroz (para Venusaur), Anillo Ígneo (para Charizard) e Hidrocañón (para Blastoise). También la aparición del Tubo MT/MO para guardar MT's (Máquinas Técnicas) y MO's (Máquinas Ocultas), aparte de un lugar especial para las Bayas (Berries), lo que hace más ordenada la mochila. Se incluye en este Remake el campo de la crianza Pokémon, para obtener bébes y/o movimientos huevos, etc. Se ha agregado el ítem Buscapelea con el que puedes volver a desafiar a una lucha a los entrenadores que estén al aire libre. Se puede pelear en multijugador con el wireless adaptor (inalámbricamente) haciendo ausente por primera vez el cable link en las versiones Pokémon.

### Nuevos personajes
- Celio: es un amigo de Bill que está en Isla Prima y pedirá el Rubí y el Zafiro para terminar su trabajo.
- Gideon: Científico que trabaja con el Team Rocket, vendiéndoles Pokémon u objetos de gran valor como el Zafiro. Es el único entrenador del juego que posee un Porygon.
- Selphy/Consu: es una entrenadora millonaria a la que hay que salvar, porque está perdida en la Cueva Perdida (Lost Cave), al principio habrá que luchar contra ella y luego en su casa pedirá mostrarle Pokémon a cambio de objetos.
- Lostelle/Pedrita: es una niña pequeña que se pierde en el Bosque Baya y hay que salvarla de un Hypno, luego su padre lo agradecerá con una Piedra Lunar.
- Leaf: Es la protagonista femenina de este juego (en Pokémon Rojo, Azul y Amarillo solamente tenía el protagonista Red).

### Pokémon raros y de colección
No todos los pokémon se pueden conseguir mediante intercambios con otras versiones. Algunos legendarios sólo pueden ser obtenidos con la ayuda de un evento de Nintendo (llamado Mystery Gift o Regalo Misterioso) con el cual se consigue un ticket virtual que permite tomar un barco a islas remotas a las que no es posible ir normalmente y donde hay pokémon que no son obtenibles en otra parte del juego. En el caso de FireRed/LeafGreen, estos pokémon son: Ho-Oh y Lugia (se necesita el Ticket Místico para ir a una isla llamada Navel Rock), Deoxys forma de Ataque (Sólo disponible en FireRed, necesario el Ticket Aurora para ir a la Birth Island) y Deoxys forma de Defensa (Sólo disponible el LeafGreen, mismo ticket, misma isla). 
Además según el pokémon que se ha elegido al inicio del juego, después de derrotar al Alto Mando, aparecerá uno de los tres Perros Legendarios: Si la elección fue a Bulbasaur aparecerá Entei, si fue Charmander aparecerá Suicune y si fue Squirtle aparecerá Raikou.

#### Exclusivos
En todas las versiones de la serie existen pokémon exclusivos, es decir, criaturas que se pueden encontrar en uno de los juegos sin la posibilidad de que aparezca en el otro. Esto principalmente sucede para que los jugadores puedan comprar ambas versiones de los juegos, ya que a pesar de que el desarrollo del mismo sea exactamente igual en las dos versiones, mediante el cable link se pueden almacenar los pokémon de una versión y llevarlos a la otra, para así completar el listado.
En el caso de Rojo Fuego/Verde Hoja pókemon exclusivos son:
- Para Rojo Fuego son: Ekans, Arbok, Oddish, Gloom, Vileplume, Bellossom, Psyduck, Golduck, Growlithe, Arcanine, Shellder, Cloyster, Scyther, Scizor, Elekid, Electabuzz, Wooper, Quagsire, Murkrow, Skarmory, Qwilfish y Delibird.
- Para Verde Hoja son: Sandshrew, Sandslash, Bellsprout, Weepinbell, Victreebell, Slowpoke, Slowbro, Slowking, Vulpix, Ninetales, Staryu, Starmie, Pinsir, Mantine, Magby, Remoraid, Octillery, Misdreavus, Sneasel, Azurill, Marill y Azumarill.

### Compatibilidad
Además de estas versiones, hay posibilidad de intercambiar pokémon en los juegos Pokémon Rubí, Zafiro y Esmeralda, mediante el Cable Game Link.

## Argumento

### Ambientación
Pokémon Rojo Fuego y Pokémon Verde Hoja tiene lugar principalmente en la región ficticia de Kanto. Ésta es una región del mundo para los Pokémon, que incluye hábitats geográficos variados para las especies Pokémon, pueblos y ciudades habitados por humanos y rutas entre ubicaciones. Algunas áreas sólo son accesibles cuando los jugadores adquieren un objeto especial o uno de sus Pokémon aprende una habilidad especial. Cerca del final de la trama, el protagonista es capaz de aventurarse en las Islas Sete, una nueva área no presente en los juegos originales Rojo y Azul. Las Islas Sete son un archipiélago de siete islas y contienen Pokémon normalmente exclusivos de la región de Johto, así como varias misiones posteriores al juego. Cuando se han completado las citadas misiones en las Islas Sete, está disponible la posibilidad de intercambiar con Rubí y Zafiro por Pokémon exclusivos de Hoenn.

### Trama
El protagonista silencioso de Rojo Fuego y Verde Hoja es un niño que vive en un pequeño pueblo llamado Pueblo Paleta. Después de que los jugadores empiecen un viaje y se aventuran solos en la hierba alta, una voz les avisa de que se detengan. El Profesor Oak, un famoso investigador de Pokémon, explica al jugador que esta hierba es a menudo el hábitat de los Pokémon salvajes, y encontrarse con ellos solos puede ser muy peligroso. Lleva al jugador a su laboratorio donde se encuentran con el nieto de Oak, otro aspirante a Entrenador Pokémon. Tanto al jugador como a su rival se les instruye que seleccionen un Pokémon inicial para sus viajes. Entonces, el rival le desafía a una batalla de Pokémon con sus Pokémon recientemente obtenidos y sigue luchando contra el jugador en determinados momentos durante el juego.
Tras llegar a la siguiente ciudad, se le pide al jugador que entregue un paquete al profesor Oak. Al volver al laboratorio, se les presenta una Pokédex, una enciclopedia de alta tecnología que registra las entradas de cualquier Pokémon que sea capturado. Entonces, Oak pide al jugador que cumpla su sueño de crear una lista completa de todos los Pokémon del juego.
Mientras visita las ciudades de la región, el jugador se encuentra con edificios especiales llamados Gimnasios Pokémon. Dentro de estos edificios hay líderes de gimnasio, cada uno de los cuales el jugador debe derrotar en una batalla de Pokémon para obtener una insignia de gimnasio. Una vez adquiridos un total de ocho insignias, el jugador tiene permiso para entrar en la Liga Pokémon, que consta de los mejores entrenadores de Pokémon de la región. Allí el jugador lucha contra el Alto Mando. También a lo largo del juego, el jugador debe luchar contra las fuerzas del Team Rocket, una organización criminal que abusa de los Pokémon. Elaboran numerosos planes para robar Pokémon raros, los cuales el jugador debe frustrar, encontrándose y derrotando al jefe de la organización Giovanni.
Tras la primera vez que los jugadores derrotan al Alto Mando, uno de los miembros, Lorelei, desaparece. Tras acceder a las Islas Sete, una región completamente nueva, el jugador descubre a Lorelei en su casa y la convence de regresar con ellos. Una vez más, el protagonista debe frustrar los planes del Team Rocket en varias ocasiones, recuperar dos artefactos, el Rubí y el Zafiro, y ponerlos en el ordenador principal de Isla Prima. Después de esto, el jugador puede intercambiar con los juegos Rubí, Zafiro, Esmeralda, Colosseum y XD.

## Desarrollo

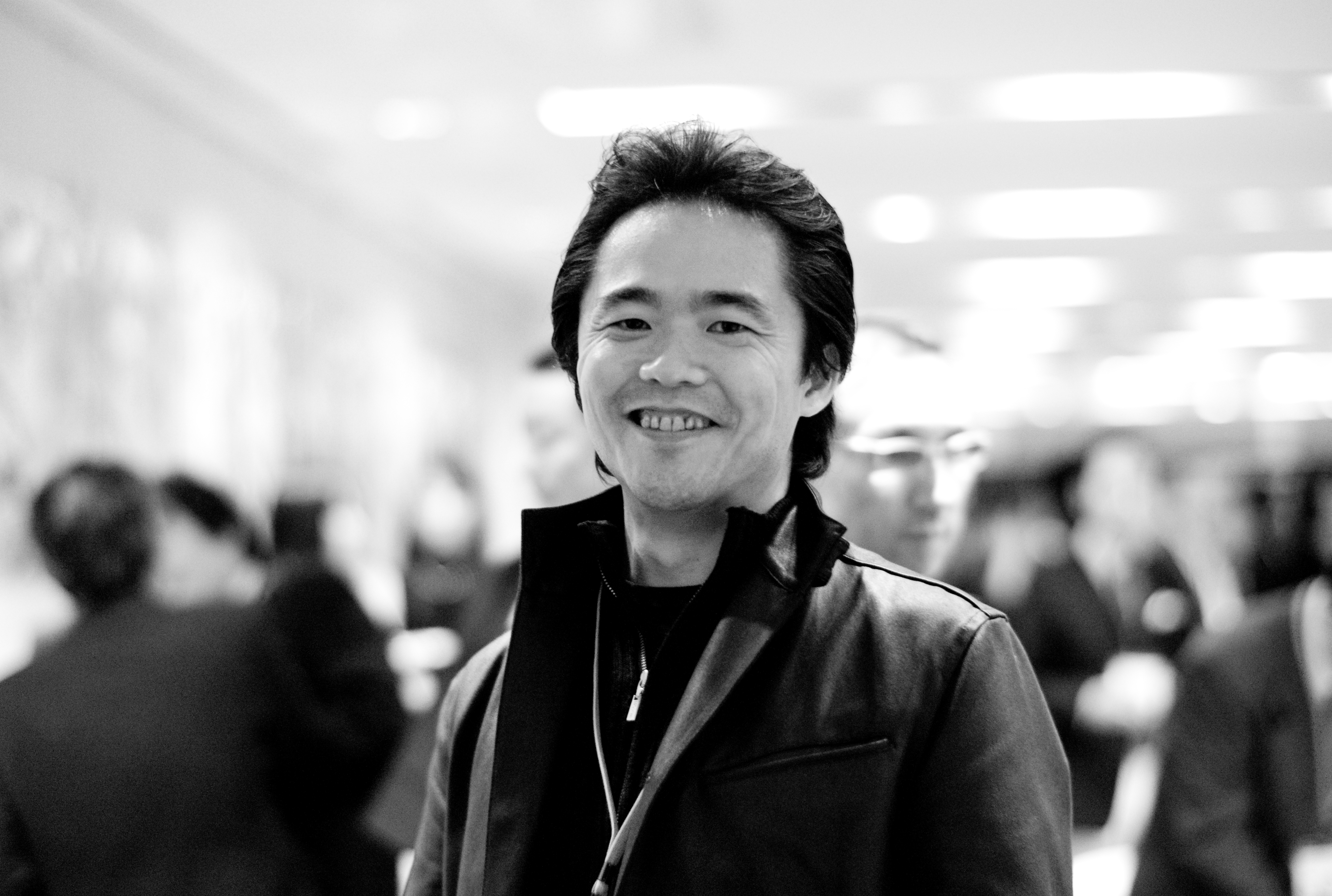
El director de desarrollo Junichi Masuda

Rojo Fuego y Verde Hoja fueron anunciados en septiembre de 2003 como remakes de los juegos Pocket Monsters Red y Green originales que se publicaron en Japón en 1996. El Director de Videojuegos Junichi Masuda dijo que los nuevos títulos se desarrollarían en torno a la idea de la simplicidad, ya que el motor del juego era una versión ligeramente modificada del que se utilizaba en Rubí y Zafiro. Como resultado, Rojo Fuego y Verde Hoja fueron completamente retrocompatibles con Rubí y Zafiro, permitiendo a los jugadores intercambiar Pokémon entre juegos.
La conectividad de Rojo Fuego y Verde Hoja con el Game Boy Advance Wireless Adapter fue anunciado por el entonces presidente de Nintendo Satoru Iwata de cómo poder "mejorar las batallas cara a cara, el intercambio de información y la comunicación con los demás." Se creó una interfaz mejorada para el juego para aumentar la usabilidad para los nuevos jugadores, así como un sistema de ayuda contextual al juego que podría ayudar a los jugadores perdidos o confundidos durante su viaje. El presidente de The Pokémon Company Tsunekazu Ishihara señaló: "No creemos que se trata de un remake en absoluto. Creemos que se trata de un juego nuevo, con tecnología inalámbrica", haciendo referencia al adaptador inalámbrico incluido.
La producción exclusiva japonesa de Rojo Fuego y Verde Hoja se limitó a medio millón de copias, pese al éxito de Rubí y Zafiro. IGN especuló que Nintendo esperaba menos demanda de los nuevos juegos o que estaba limitado por la producción del adaptador inalámbrico incluido. Las versiones estadounidenses de Rojo Fuego y Verde Hoja se anunciaron indirectamente en los DICE de 2004. Aunque los juegos originales se lanzaron como Rojo y Azul en Norteamérica, los remakes conservaron los nombres japoneses de "Rojo" y "Verde". Masuda señaló esto como una opción por su parte, afirmando que la hoja representaba un icono pacífico, en contraste con la alternativa del agua que vio que sugiere un conflicto con el icono del fuego utilizado por el otro juego.

### Banda sonora
La música utilizada en los juegos se derivaba de las clásicas consolas de juegos y la arreglaba Go Ichinose. Masuda e Ichinose decidieron no cambiar la música reutilizada de los sonidos de fondo básicos utilizados en Rojo y Azul, y en cambio los actualizaron añadiendo sonidos adicionales. Algunas de las canciones tienen cambios clave adicionales en comparación con la banda sonora original y algunas canciones como la música de Trainer Battle se vuelven a escribir en MIDI para la GBA y contienen transiciones entre notas. Fue lanzado un conjunto de dos discos de la banda sonora titulado GBA Pokémon FireRed & LeafGreen Super Complete, con el primer disco con toda la música que se utilizaba normalmente en el juego, mientras que el segundo disco contaba con canciones adicionales basadas e inspiradas en la música de los juegos. Entre ellas se encuentran dos pistas vocales.

## Recepción
La recepción de Pokémon Rojo Fuego y Verde Hoja fue mayormente positiva. Hoy en día conserva una nota media de 81/100 en Metacritic. Eurogamer dio al juego un 70, alabando al juego por ser una sólida experiencia RPG y por el grado de control que ofrece al jugador. A la vez, también criticaron la falta de innovación, que consideraron insuficiente para satisfacer a los jugadores más veteranos. IGN, por su parte, los tildó de "increíblemente satisfactorio" y un muy buen juego para el mercado de las consolas portátiles, otorgándole una nota de 90. Nintendo Power felicitó sus opciones de conectividad y Game Informer alabó los nuevos pequeños cambios que hacían al juego más disfrutable de lo que lo era en su versión original.
El crítico Phil Theobald de GameSpy, que otorgó cuatro estrellas de cinco, declaró: "Antes de darme cuenta, volví a engancharme. El juego apasionantemente sencillo combinado con las batallas más estratégicas de lo que parecen a primera vista era demasiado para resistirse. Y sí, el truco "¡Atrápalos a todos!" sigue siendo eficaz, por no decir que es necesario para construir una fiesta bien equilibrada. Hay algo sobre la caza, la captura y el entrenamiento de todos aquellos Pokémon que realmente te atraen al mundo del juego". Justificó los gráficos de los juegos comparándolos con las versiones "feas" originales de Rojo ' y Azul.Se elogiaron adicionalmente las nuevas funciones, tales como el tutorial contextual y los flashbacks cuando se carga una partida guardada, así como las capacidades multijugador de los juegos mediante el Wireless Adapter.

### Ventas
Durante su primera semana de lanzamiento en Japón, Rojo Fuego y Verde Hoja vendió un total combinado de 885 039 copias, que fue inferior a la cantidad vendida por Pokémon Rubí y Zafiro en este período de tiempo, pero IGN razonó que las ventas reducidas se debieron a que los nuevos títulos eran remakes. En la primera quincena de agosto antes de que Rojo Fuego y Verde Hoja se lanzasen en Estados Unidos, los juegos recibieron más de 150 000 reservas, más del doble de la cantidad que recibieron Rubí y Zafiro. El vicepresidente sénior de marketing y comunicación corporativa de Nintendo George Harrison remarcó, "Esta venta anticipada indica más del doble del interés del jugador!" Más de un millón de copias de Rojo Fuego y Verde Hoja se vendieron en Estados Unidos menos de un mes después de su lanzamiento a esta región. El 31 de marzo de 2008, los juegos habían vendido 11,82 millones de copias en todo el mundo. Los juegos entraron más tarde en la línea de los Player's Choice de Nintendo en Norteamérica y se volvieron a comercializar con un precio de venta significativamente más bajo. Sin embargo, a diferencia del lanzamiento original, los juegos de la edición Player's Choice no incluían un adaptador inalámbrico.

### Premios
| Año  | Premio                                 | Categoría                       | Resultado |
| ---- | -------------------------------------- | ------------------------------- | --------- |
| 2004 | Spike Video Game Awards                | Mejor portátil                  |           |
| 2005 | British Academy Game Awards            | Portátil                        |           |
| 2005 | Lo mejor y lo peor de 2005 de GameSpot | Mejor juego de Game Boy Advance |           |